# Rosenthal am Rennsteig
Rosenthal am Rennsteig is een per 1 januari 2019 ontstane gemeente in de Duitse deelstaat Thüringen, en maakt deel uit van de Saale-Orla-Kreis.
Rosenthal am Rennsteig telde op de peildatum van de meest recente statistiek 3.960 inwoners.
De gemeente is genoemd naar de historische route Rennsteig, waarvan het meest oostelijke gedeelte erdoorheen loopt. De benaming Rosenthal is van onduidelijke herkomst. Ze slaat ofwel op de papierfabriek Rosenthal, ofwel op een lus in het dal van de Saale, waar vroeger veel wilde rozen voorkwamen. Anno 2025 had de gemeente Rosenthal am Rennsteig nog geen gemeentewapen.

## Indeling van de gemeente

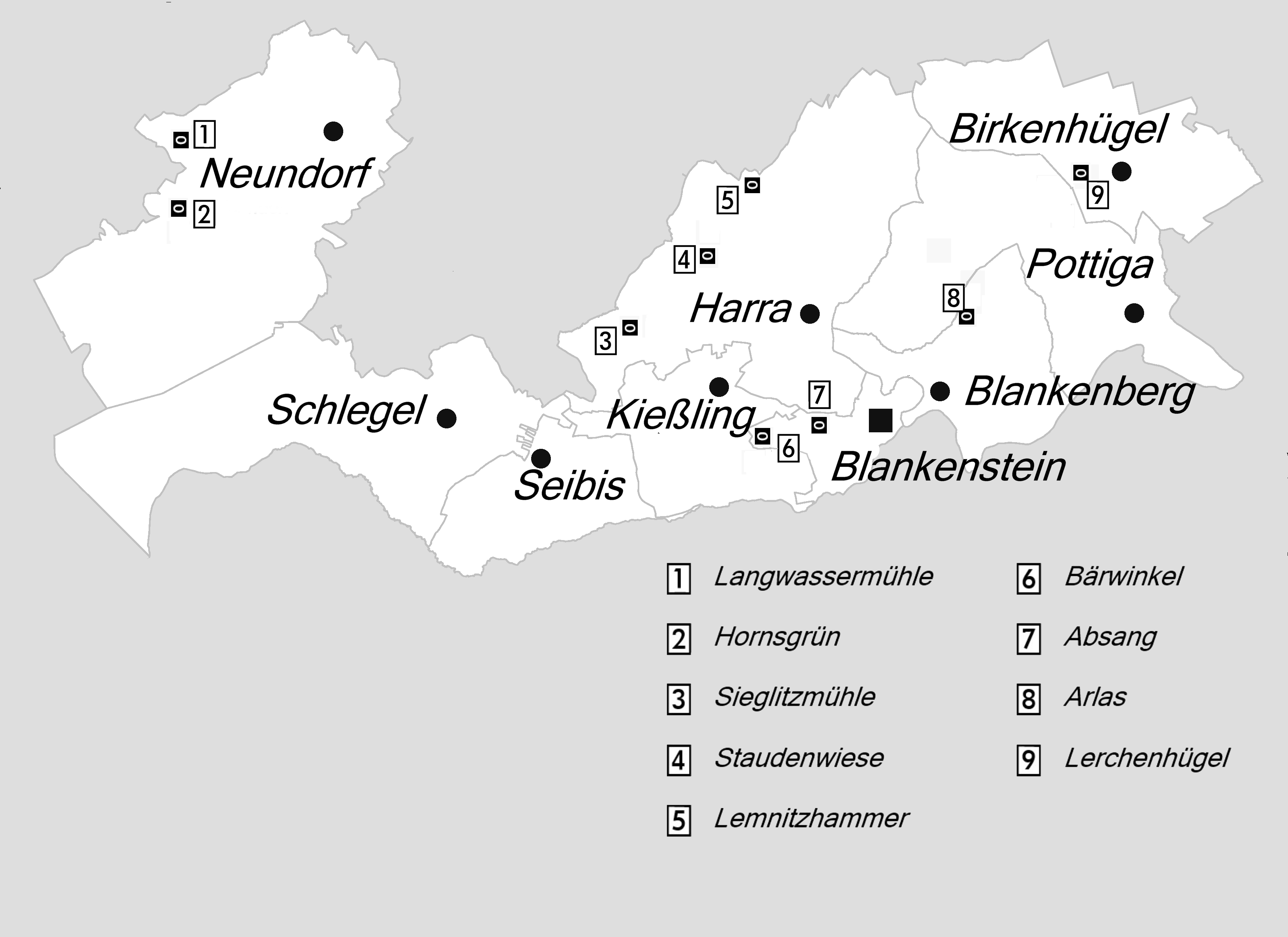
Gemeentedelen in de gemeente Rosenthal am Rennsteig
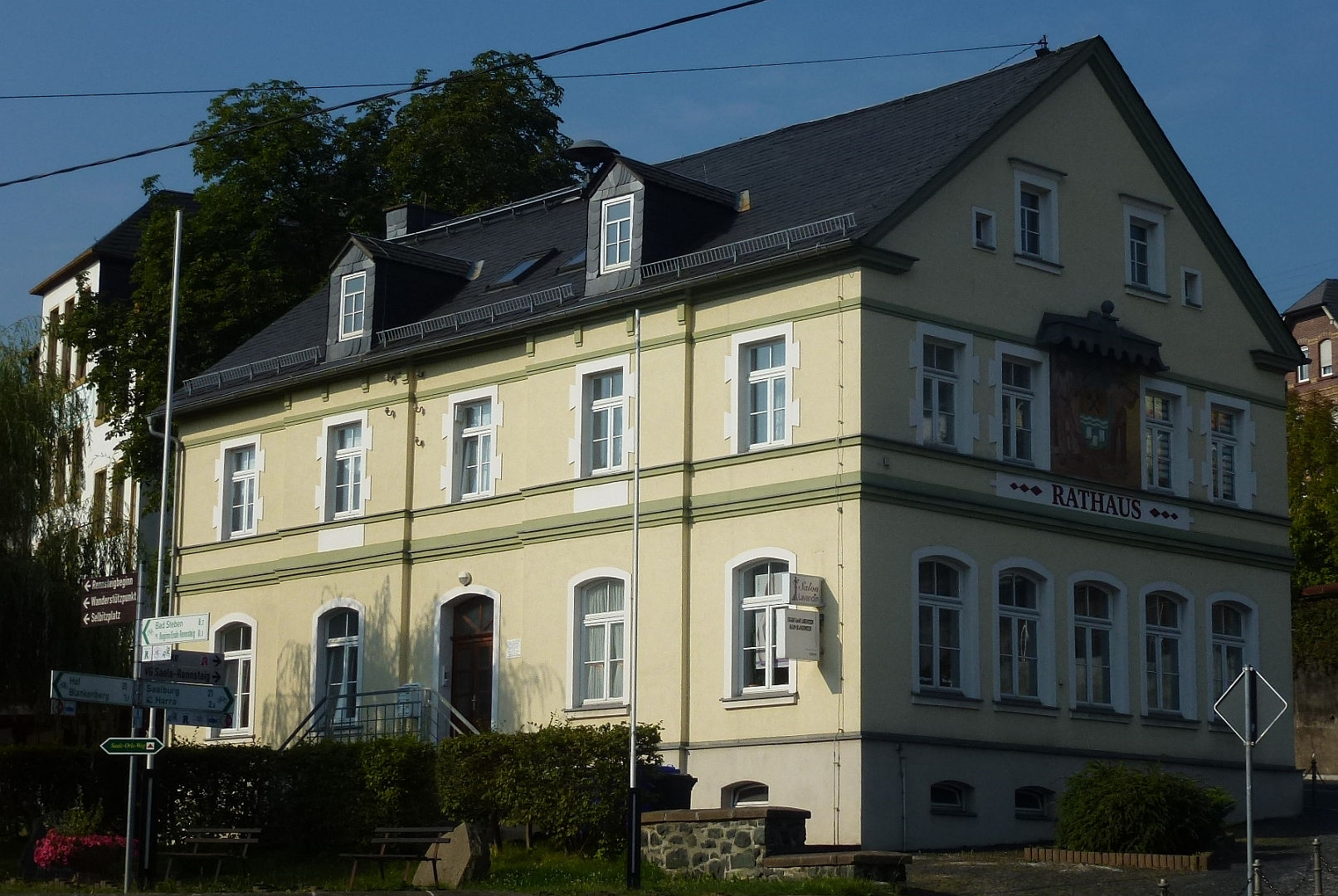
Gemeentehuis te Blankenstein

De gemeente bestaat uit het hoofdplaatsje Blankenstein, en verder uit de volgende 10 dorpen, alle met minder dan 1.000 inwoners, met de status van Ortsteil:
- Arlas
- Birkenhügel
- Blankenberg
- Harra
- Kießling
- Lemnitzhammer
- Neundorf
- Pottiga
- Schlegel
- Seibis

Tenzij anders aangegeven, behoorden de plaatsen in deze gemeente tot en met 31 december 2018 tot de op die datum opgeheven Verwaltungsgemeinschaft Saale-Rennsteig.

## Geografie, infrastructuur
Rosenthal am Rennsteig ligt in het uiterste zuiden van de Saale-Orla-Kreis. Het ligt in het middelgebergte Thüringer Schiefergebirge (Thüringer Leisteengebergte), aan de zuidoostkant van het Thüringerwoud, in een nationaal park met de naam Naturpark "Thüringer Schiefergebirge/Obere Saale". De gemeente grenst aan de streek Opper-Franken in de deelstaat Beieren. Het hoogste punt van de gemeente is de top van de heuvel Kulm bij Schlegel (729 m boven de zeespiegel).

### Naburige gemeentes
In de richting van de wijzers van de klok, beginnend in het westen:
- Wurzbach
- Bad Lobenstein, in het noorden
- Gefell
- Hirschberg (Saale); deze vier gemeenten liggen in de Saale-Orla-Kreis.
- Berg
- Issigau
- Lichtenberg
- Bad Steben; deze gemeenten liggen in Beieren, in de Landkreis Hof.

Een grotere stad in de omgeving van Rosenthal am Rennsteig is Hof.

### Infrastructuur

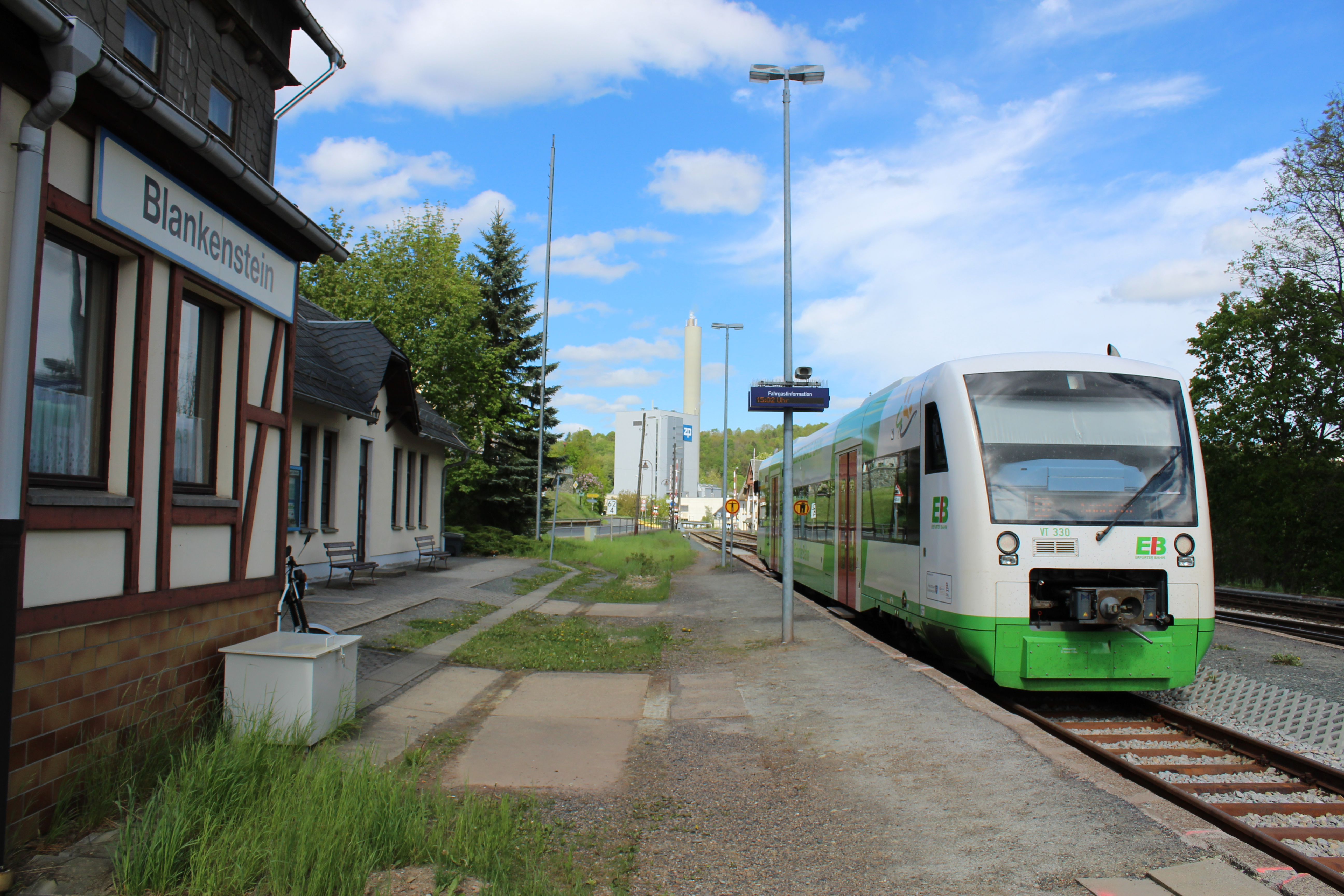
Station Blankenstein
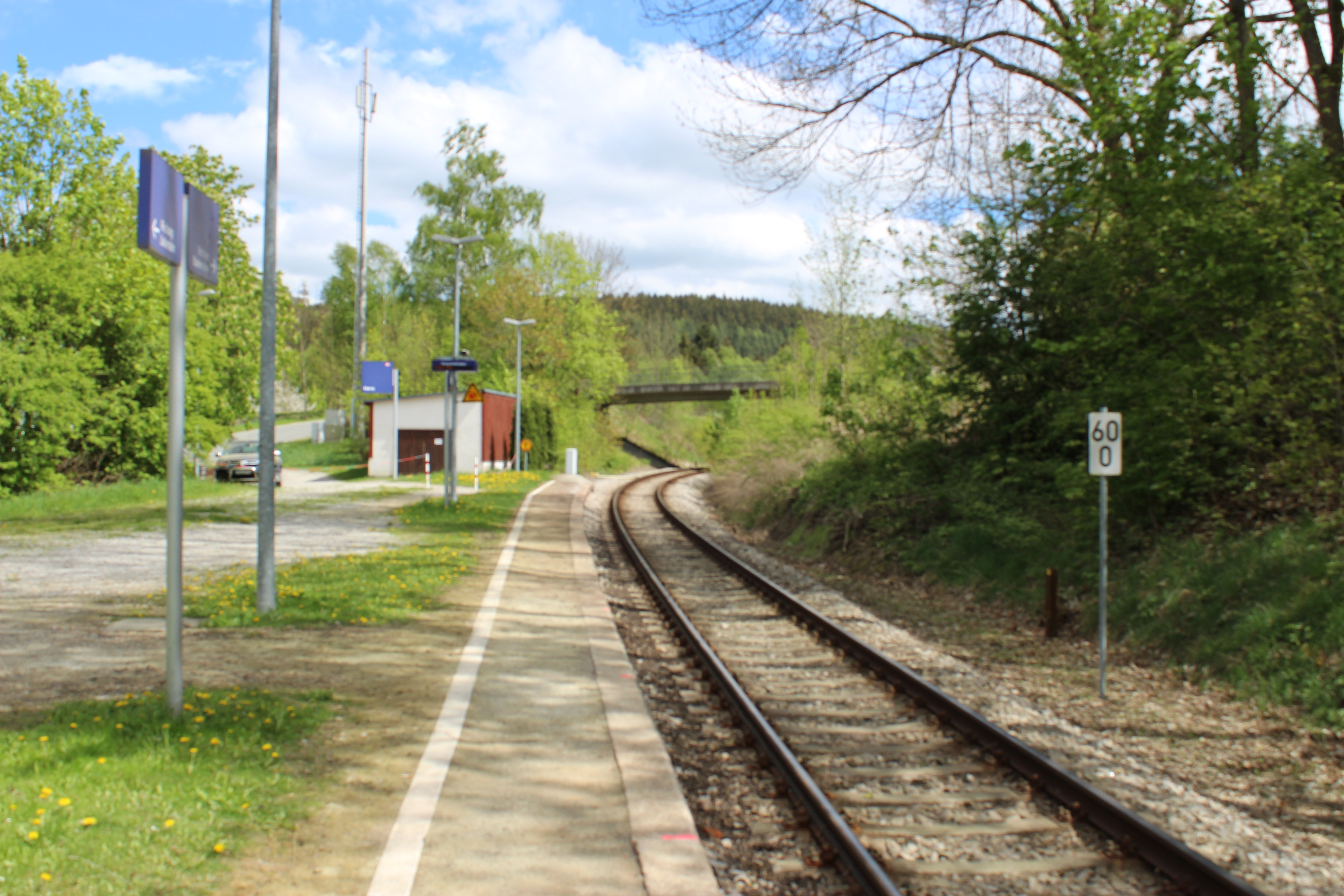
Spoorweghalte Harra
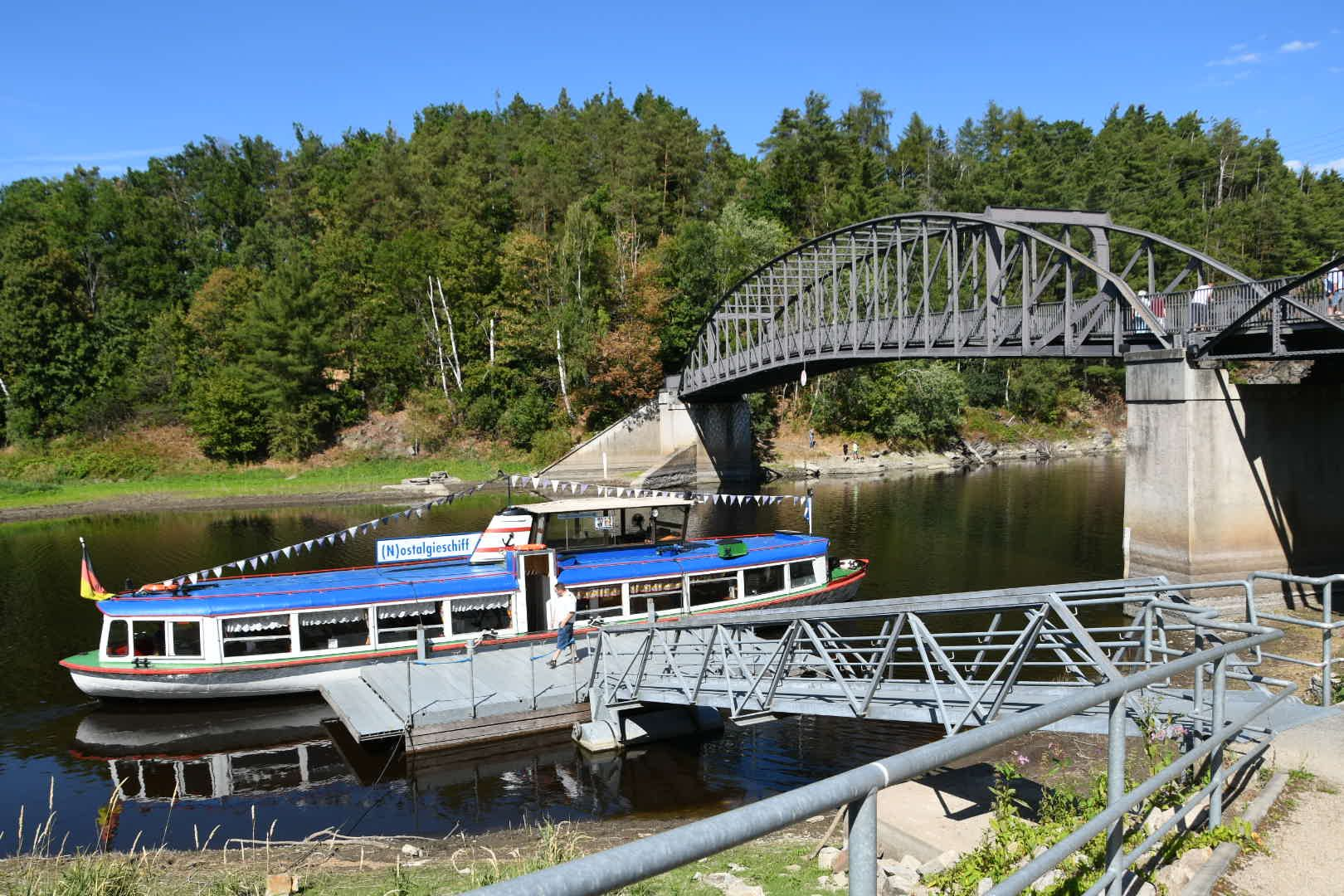
Brug over de Saale bij Harra

De Autobahn A 9 loopt langs de oostkant van de gemeente. De dichtstbij gelegen afrit van deze Autobahn is nummer 29, ten oosten van Bad Lobenstein. Een probleem m.b.t. de infrastructuur is hier, dat er over de Saale maar weinig bruggen liggen; van 1949 tot 1990 was dit een grensrivier tussen de DDR (Thüringen) en West-Duitsland (Beieren).
De gemeente heeft een station aan een spoorlijn naar Saalfeld/Saale. Het ligt eigenlijk aan een spoorlijn naar Station Marxgrün in Beieren. Hiervan is een stuk van 11 km, langs Blankenstein, Bad Lobenstein en het in die gemeente liggende Unterlemnitz, nog in gebruik. Er zijn plannen, om het traject naar Marxgrün weer in gebruik te nemen. Vooral de directie van de celstof- en papierfabriek wil graag een spoorverbinding met Beieren hebben. Anno 2023 is dat plan voorgelegd aan de Duitse Bondsdag; verdere ontwikkelingen zijn onzeker en kunnen nog tot in de jaren 2030 op zich laten wachten.
In Station Blankenstein en aan de spoorweghalte Harra, in de gemeente gelegen, stoppen iedere twee uur stoptreinen van en naar Saalfeld/Saale. Onder andere met Bad Lobenstein en Naila in Beieren bestaan streekbusverbindingen.
Harra ligt aan de hier zeer bochtige Saale, die hier door de 920 hectare grote Bleiloch-Stausee, een stuwmeer, stroomt. Harra beschikt over een vooral door plezierboten gebruikt haventje aan dit stuwmeer.

## Economie

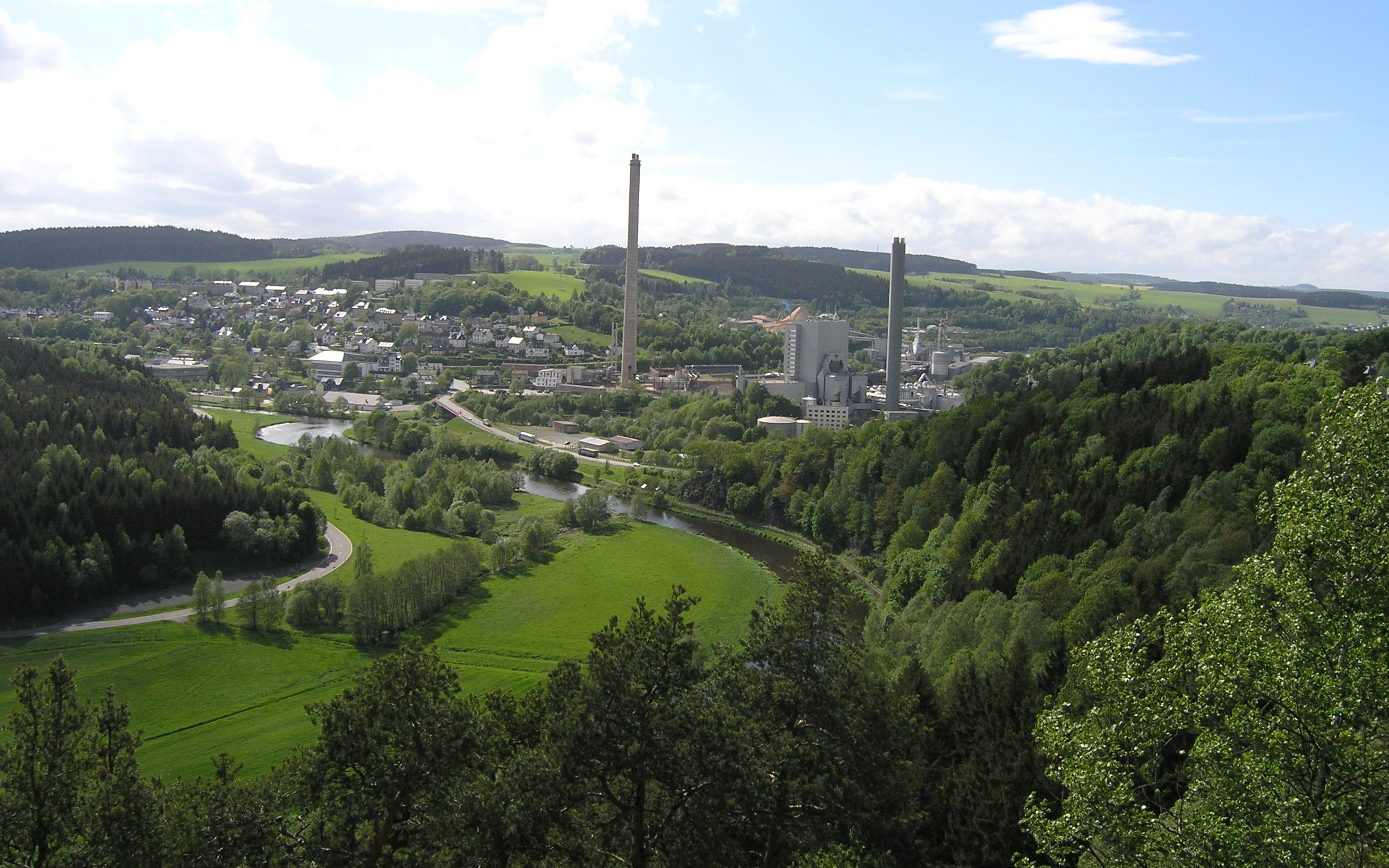
Gezicht op Blankenstein met zijn papierfabriek

De gemeente bestaat vooral van het wandel- en fietstoerisme.
Een belangrijke industriële onderneming te Blankenstein is de celstof- en papierfabriek met de naam Zellstoff- und Papierfabrik Rosenthal. De fabriek produceert ook elektriciteit, en wel meer dan voor eigen gebruik nodig is. Dit overschot wordt gebruikt, om de omliggende stadjes en dorpen van stroom te voorzien.

## Geschiedenis

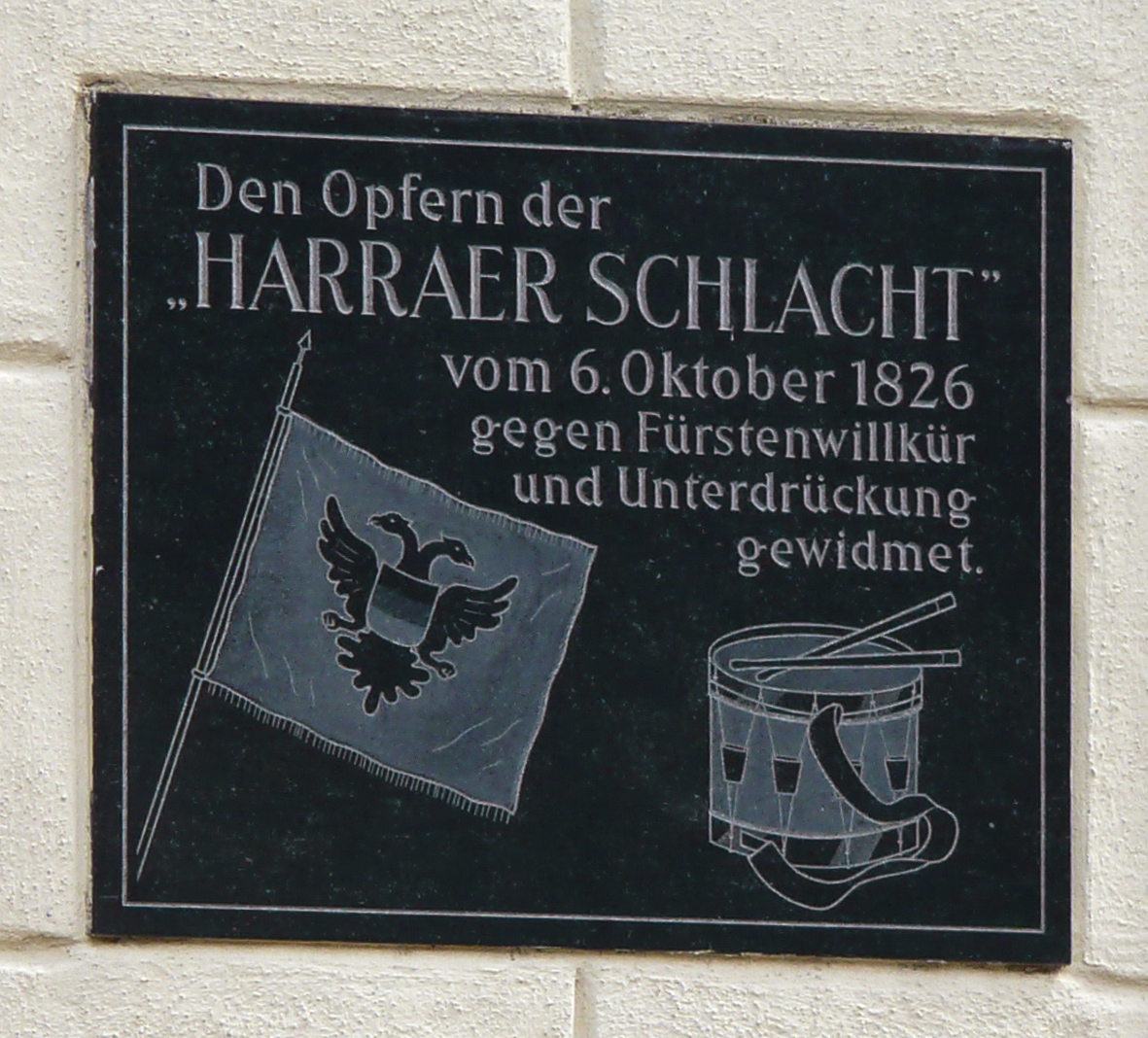
Gedenkplaquette Harraer Schlacht 6 oktober 1826
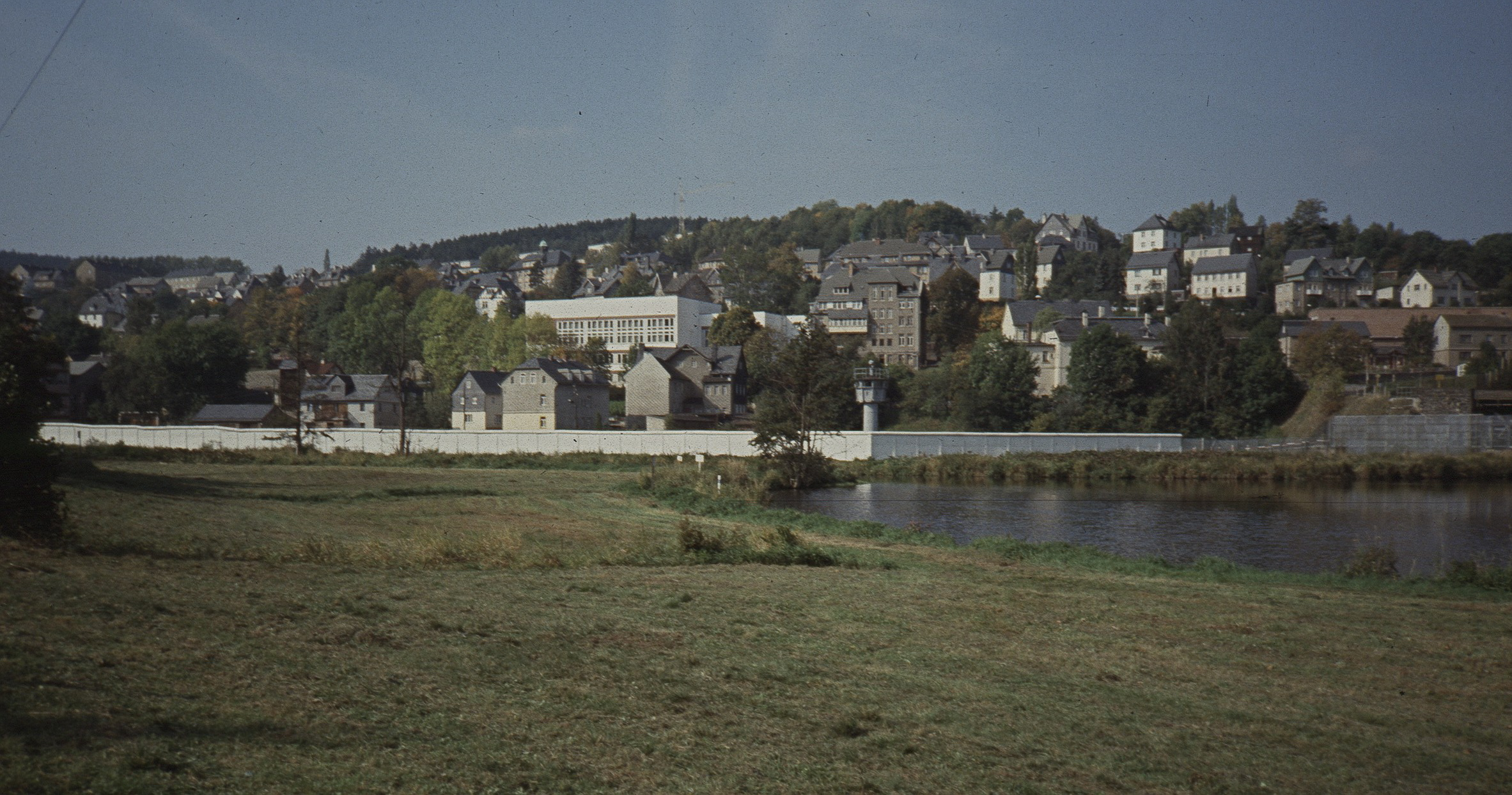
De Duits-Duitse grens bij Blankenstein, aan de Saale, in 1988

De plaatsjes, waar de gemeente uit bestaat, zijn bijna allemaal in de middeleeuwen ontstaan als boerendorpjes, en hebben hun agrarisch karakter tot en met de 19e eeuw behouden. Een gedeelte van het gebied heeft van de 17e eeuw tot 1919 behoord tot het Vorstendom Reuss jongere linie. Te Harra hebben regeringstroepen van deze vorst op 6 oktober 1826 een opstand van de boerenbevolking bloedig onderdrukt. Deze was gericht tegen de door de vorst, Hendrik LXXII van Reuss-Lobenstein-Ebersdorf, opgelegde hoge belastingen. Er vielen 17 doden. Ter plaatse is in de DDR-periode een gedenkplaquette aangebracht. 
Ten tijde van de Reformatie in de 16e eeuw zijn verreweg de meeste christenen overgegaan tot het evangelisch-lutherse protestantisme. Dit geldt ook voor de kerkgebouwen, die in dit artikel genoemd worden. 
Blankenberg ontstond rondom een middeleeuwse, in 1212 voor het eerst in een document vermelde, burcht, die in de loop der eeuwen veel verschillende heren kende, en die pas enkele jaren na de Tweede Wereldoorlog, in juli 1948, in opdracht van de Sovjet-Russische bezettingsmacht werd verwoest. Na de Duitse hereniging in 1990 heeft men delen van het kasteel als historische ruïne gereconstrueerd. Ook werd er een schaalmodel 1:10 van het kasteel gebouwd. 
Blankenberg kende tot aan de 19e eeuw enige mijnbouw van uiteenlopende delfstoffen. In het midden van die eeuw kocht een plaatselijke papierfabrikant, wiens familie zeker al sinds de 18e eeuw een papiermolen aan de Saale had, in Engeland een voor die tijd moderne papiermachine. Rond 1900 werd dit gerenommeerde bedrijf door een concurrent uit het naburige Blankenstein overgenomen. Een deel van de oude fabriek is als werkend museum, bij wijze van industrieel erfgoed, bewaard gebleven. 
Op verscheidene plaatsen in de gemeente bevinden zich gedenktekens voor slachtoffers van dodenmarsen. Tegen het einde van de Tweede Wereldoorlog werden vaak al uitgeputte gevangenen uit dwangarbeiders- en concentratiekampen door soms sadistische SS-ers gedwongen, van het ene, door de oprukkende geallieerde troepen bedreigde, kamp naar het andere te lopen. Wie niet meer mee kon komen, werd mishandeld of wreed vermoord. 
Van 1949 tot 1990 lag het gebied van de huidige gemeente Rosenthal am Rennsteig in de DDR, aan de grens met West-Duitsland. Veel stukken grond hier, vooral langs de Saale, hebben in die jaren deel uitgemaakt van een niemandsland langs de Duits-Duitse grens.

## Bezienswaardigheden, toerisme
- Er zijn veel mogelijkheden voor het maken van, ook meerdaagse, wandel- en fietstochten:
  - Het oostelijke uiteinde van de Rennsteig is te Blankenstein gesitueerd. Hier bevindt zich het begin- en eindpunt van verschillende langeafstands-fiets- en wandelroutes, waaronder de Saaleradweg.
- Bezienswaardig, mede om het uitzicht, is de gedeeltelijk gereconstrueerde burchtruïne te Blankenberg, ten zuiden van het dorpscentrum
- In het dorp Pottiga vindt jaarlijks in de derde week van september een groot dorpsfeest met jaarmarkt plaats.
- Te Blankenberg is in de voormalige papierfabriek een aan deze bedrijfstak gewijd museum gevestigd.

## Afbeeldingen

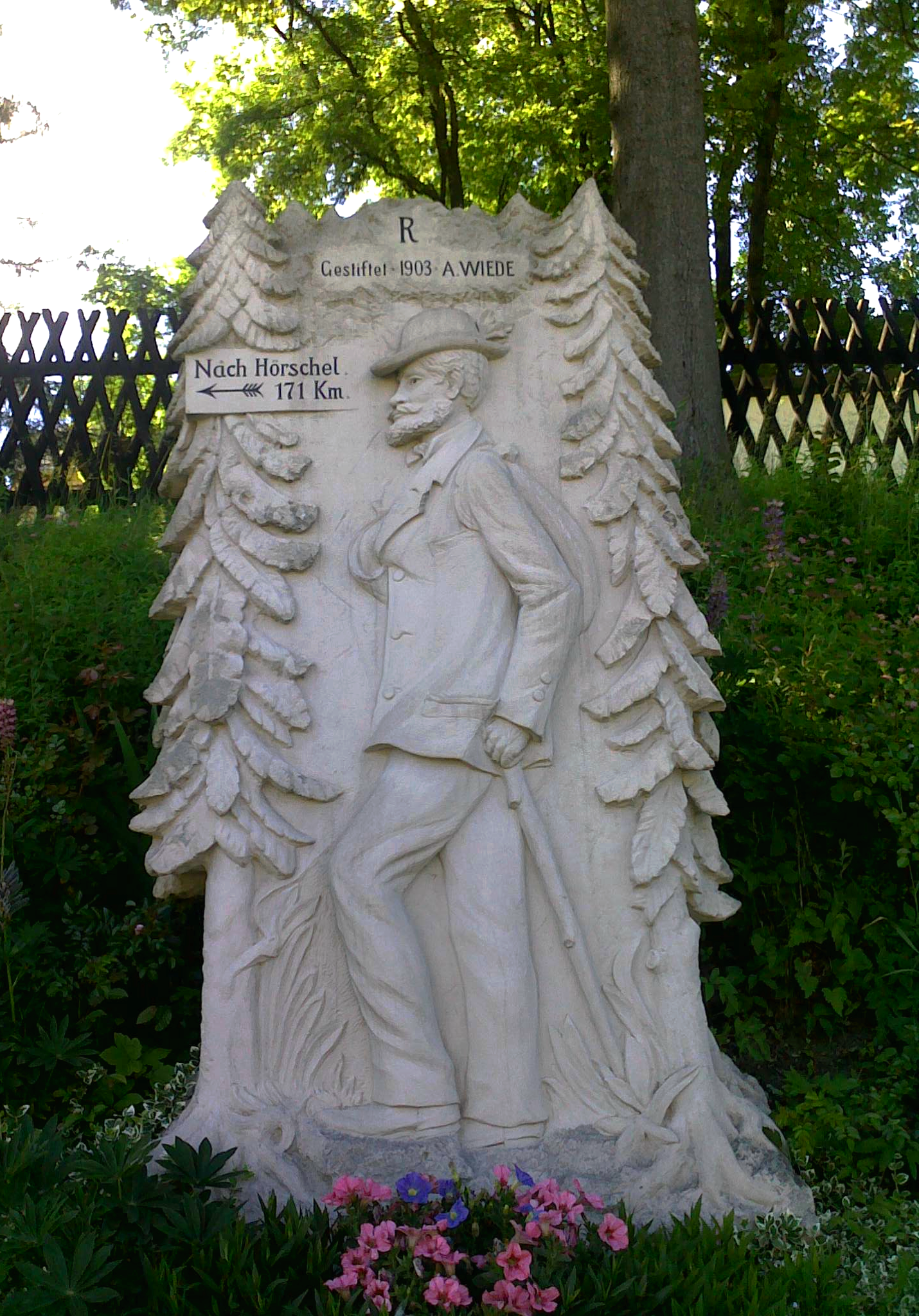
Monument langs de Rennsteig te Blankenstein
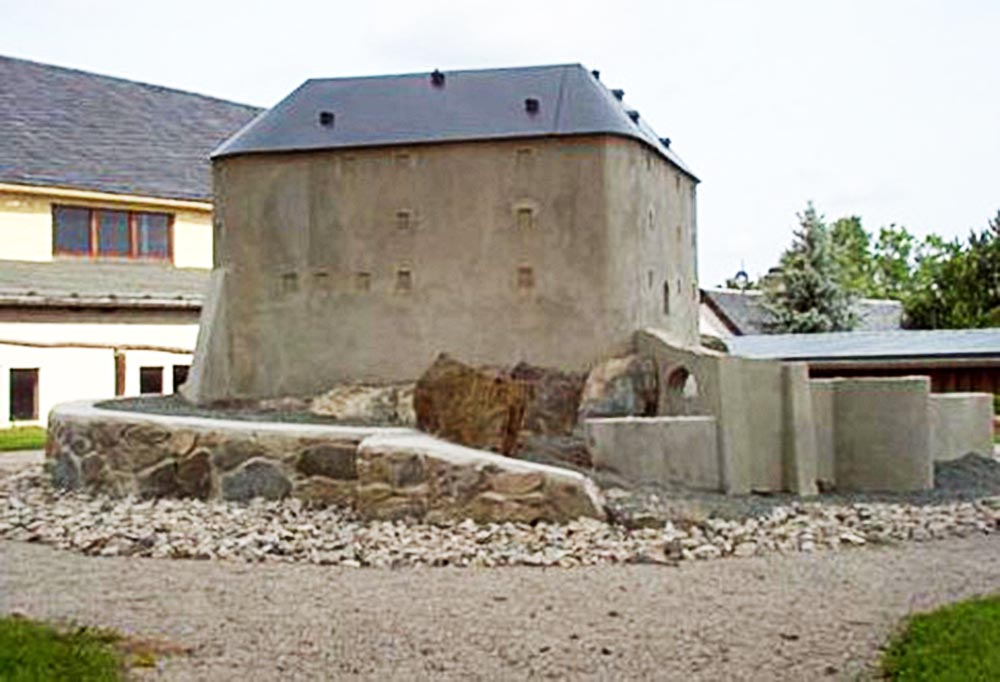
Schaalmodel 1:10 van Burg Blankenberg
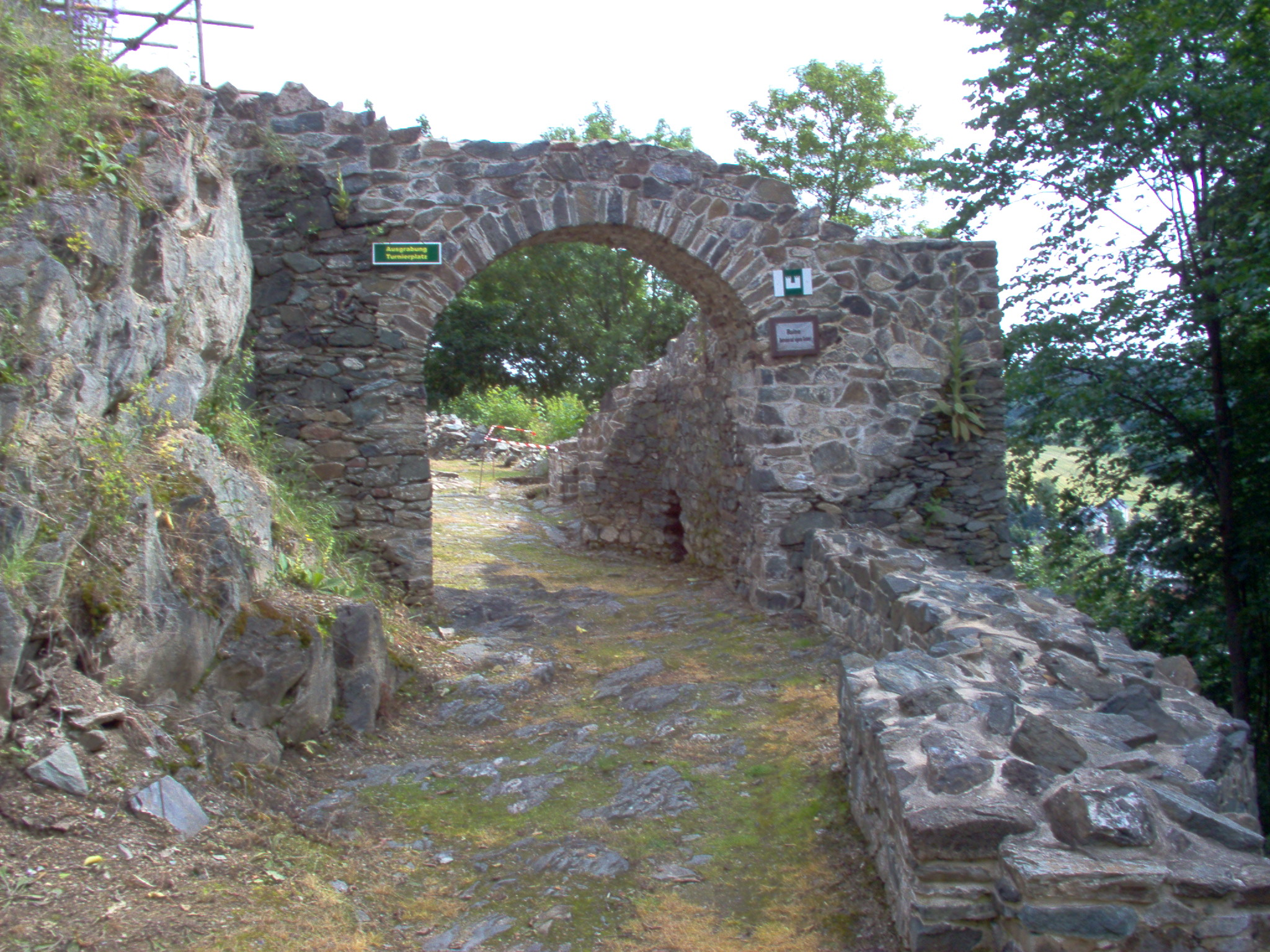
Poort in de burchtruïne Blankenberg
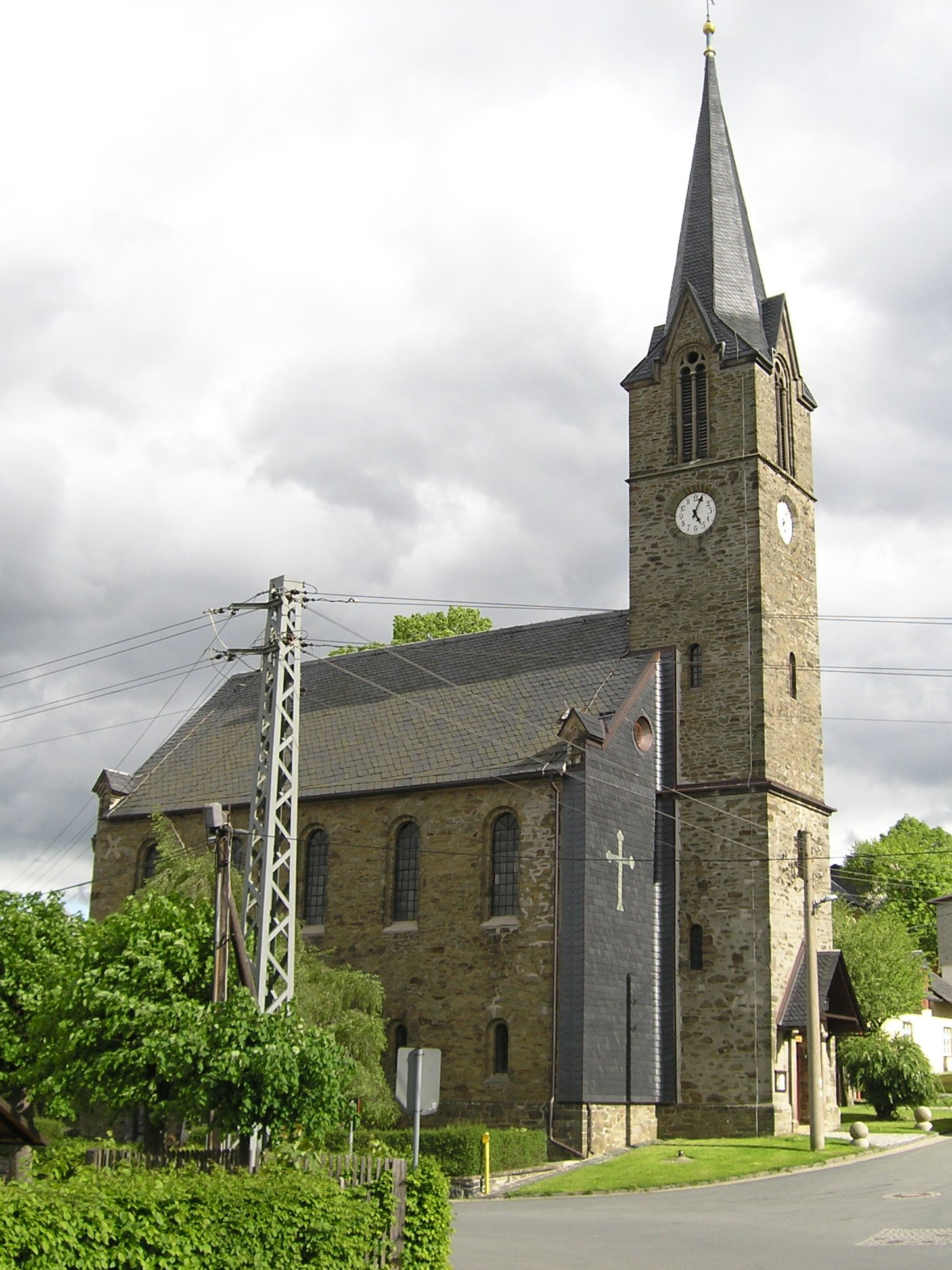
Verlosserkerk bouwjaar 1852, te Blankenberg
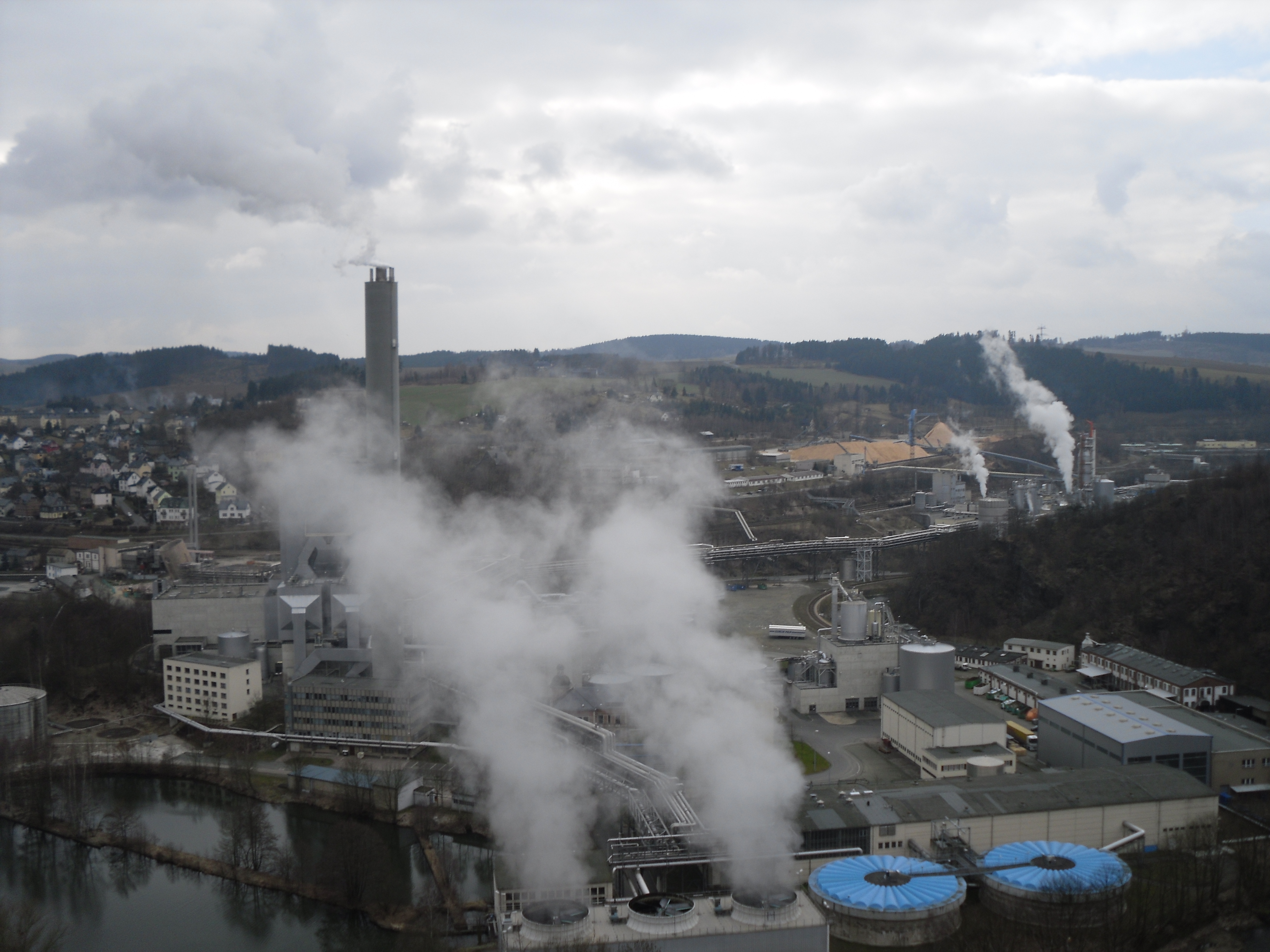
Celstof- en papierfabriek
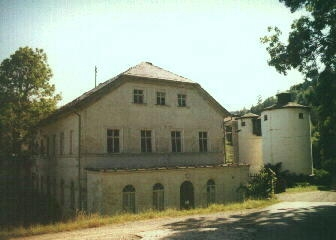
Industrieel museum Alte Papierfabrik, Blankenberg
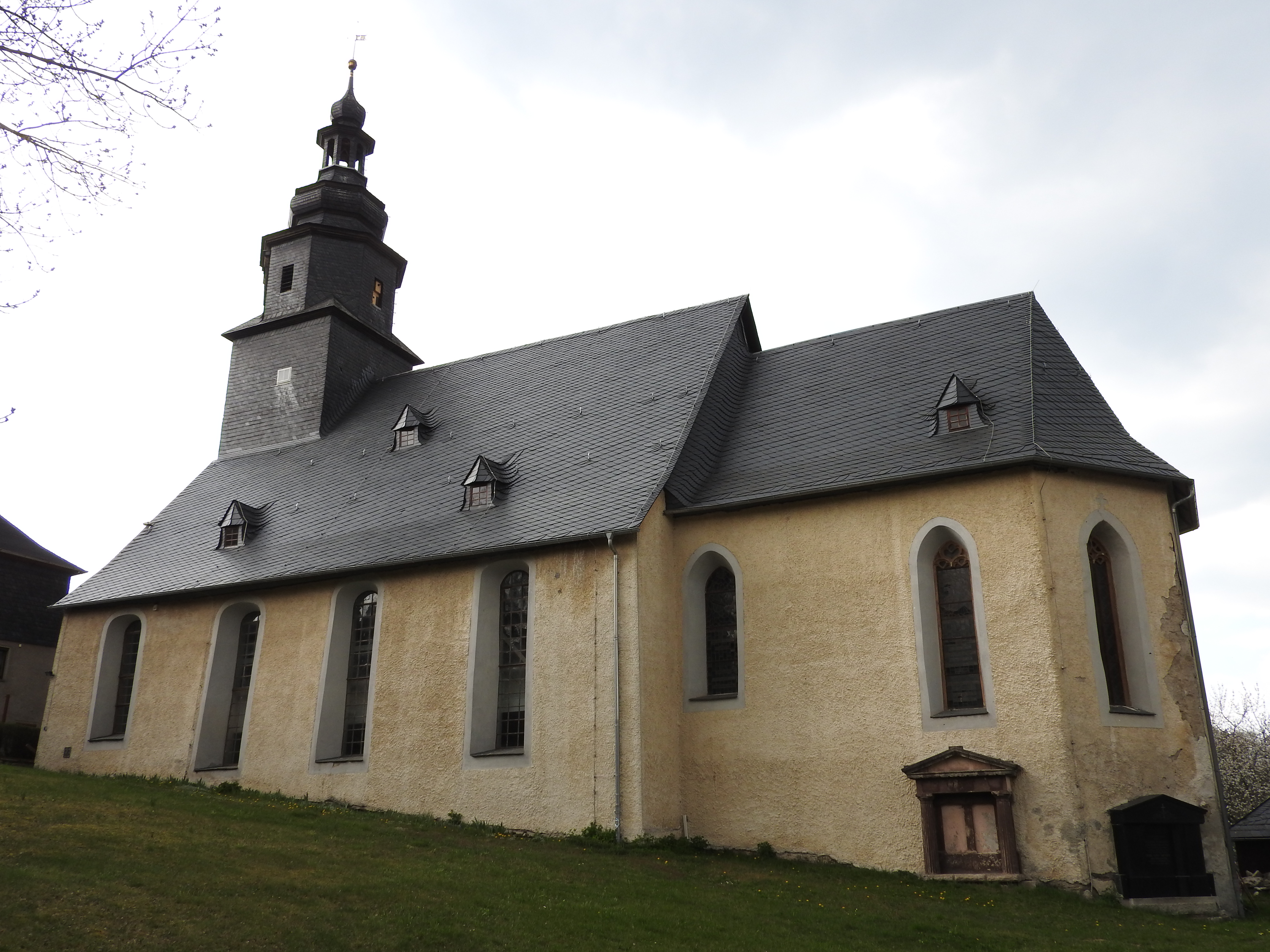
Harra, Sint-Nicolaaskerk